# Ready Steady Tokyo - Athletics
Ready Steady Tokyo - Athletics war eine Leichtathletik-Veranstaltung die am 9. Mai 2021 im Nationalstadion in der japanischen Hauptstadt Tokio stattfand. Es war Teil der World Athletics Continental Tour und zählt zu den Gold-Meetings, der höchsten Kategorie dieser Leichtathletik-Serie. Dieser Wettkampf diente als Testevent für die Olympischen Sommerspiele, die im August ebenfalls in diesem Stadion stattfinden sollen und deshalb waren auch erstmals seit 2019 wieder vereinzelt Athleten aus dem Ausland zugelassen.

## Resultate

### Männer

#### 100 m
| Platz | Athlet              | Land | Zeit (s) |
| ----- | ------------------- | ---- | -------- |
| 1     | Justin Gatlin       | USA  | 10,24    |
| 2     | Shūhei Tada         | JPN  | 10,26    |
| 3     | Yūki Koike          | JPN  | 10,28    |
| 4     | Buruno Dede         | JPN  | 10,40    |
| 5     | Ryūichirō Sakai     | JPN  | 10,42    |
| 6     | Daisuke Miyamoto    | JPN  | 10,44    |
| 7     | Lalu Muhammad Zohri | INA  | 10,45    |
|       | Asuka Cambridge     | JPN  | DNS      |

Wind: 0,0 m/s

#### 200 m
| Platz | Athlet            | Land | Zeit (s) |
| ----- | ----------------- | ---- | -------- |
| 1     | Shōta Iizuka      | JPN  | 20,48 SB |
| 2     | Akira Matsumoto   | JPN  | 20,57 PB |
| 3     | Akihiro Higashida | JPN  | 20,60 PB |
| 4     | Jun Yamashita     | JPN  | 20,61 SB |
| 5     | Ryōta Suzuki      | JPN  | 20,79 SB |
| 6     | Daichi Sawa       | JPN  | 20,80 PB |
| 7     | Kazuma Higuchi    | JPN  | 20,88 SB |
| 8     | Aoto Suzuki       | JPN  | 20,95 PB |
| 9     | Shoichi Kobayashi | JPN  | 67,64    |

Wind: +1,4 m/s

#### 400 m
| Platz | Athlet           | Land | Zeit (s) |
| ----- | ---------------- | ---- | -------- |
| 1     | Kentarō Satō     | JPN  | 45,61 SB |
| 2     | Rikuya Itō       | JPN  | 46,15 SB |
| 3     | Kaitō Kawabata   | JPN  | 46,25 SB |
| 4     | Kōsuke Ikeda     | JPN  | 46,58 SB |
| 5     | Rabah Yousif     | GBR  | 46,69    |
| 6     | Mitsuki Kawauchi | JPN  | 46,71    |
| 7     | Shunta Fujiyoshi | JPN  | 47,01    |
| 8     | Daiki Nose       | JPN  | 47,31    |
| 9     | Kohei Itahana    | JPN  | 47,49    |

#### 5000 m
| Platz | Athlet             | Land | Zeit (min)  |
| ----- | ------------------ | ---- | ----------- |
| 1     | Takashi Ichida     | JPN  | 13:27,73 PB |
| 2     | Cleophas Meyan     | KEN  | 13:29,33 SB |
| 3     | Akira Aizawa       | JPN  | 13:29,47 PB |
| 4     | Hazuma Hattori     | JPN  | 13:29,65 PB |
| 5     | Keijiro Mogi       | JPN  | 13:31,08 PB |
| 6     | Bedan Karoki       | KEN  | 13:31,47 SB |
| 7     | Hideyuki Tanaka    | JPN  | 13:32,78 SB |
| 8     | Aritaka Kajiwara   | JPN  | 13:42,75 SB |
| 9     | Jinnosuke Matumura | JPN  | 13:45,77    |
| 10    | Yūta Bandō         | JPN  | 13:46,06    |
| 11    | Takato Suzuki      | JPN  | 13:46,06    |
| 12    | Ryota Matono       | JPN  | 13:47,12 SB |
| 13    | Yamato Yoshii      | JPN  | 14:20,53    |
|       | Shoya Kawase       | JPN  | DNF         |

#### 110 m Hürden
| Platz | Athlet           | Land | Zeit (s) |
| ----- | ---------------- | ---- | -------- |
| 1     | Taiō Kanai       | JPN  | 13,38    |
| 2     | Shunsuke Izumiya | JPN  | 13,43    |
| 3     | Shunya Takayama  | JPN  | 13,45 SB |
| 4     | Rachid Muratake  | JPN  | 13,51 PB |
| 5     | Chen Kuei-ru     | TPE  | 13,62 SB |
| 6     | Taiga Yokochi    | JPN  | 13,67 SB |
| 7     | Shuhei Ishikawa  | JPN  | 13,67    |
| 8     | Ryo Tokuoka      | JPN  | 13,77    |
| 9     | Hideki Omuro     | JPN  | 14,26    |

Wind: −0,8 m/s

#### 400 m Hürden
| Platz | Athlet           | Land | Zeit (s) |
| ----- | ---------------- | ---- | -------- |
| 1     | Kazuki Kurokawa  | JPN  | 48,68 PB |
| 2     | Hiromu Yamauchi  | JPN  | 48,84 PB |
| 3     | Masaki Toyoda    | JPN  | 48,87 PB |
| 4     | Takatoshi Abe    | JPN  | 49,45 SB |
| 5     | Takahumi Iwasaki | JPN  | 49,64 PB |
| 6     | Hiroya Kawagoe   | JPN  | 49,76 PB |
| 7     | Yūki Matsushita  | JPN  | 49,88 SB |
| 8     | Mahau Suguimati  | BRA  | 50,11 SB |
| 9     | Chen Chieh       | TPE  | 52,08    |

#### 3000 m Hindernis
| Platz | Athlet            | Land | Zeit (min) |
| ----- | ----------------- | ---- | ---------- |
| 1     | Ryuji Miura       | JPN  | 8:17,46 PB |
| 2     | Philemon Ruto     | KEN  | 8:21,10 SB |
| 3     | Kōsei Yamaguchi   | JPN  | 8:22,39 PB |
| 4     | Ryōhei Sakaguchi  | JPN  | 8:23,93 PB |
| 5     | Ryōma Aoki        | JPN  | 8:26,30 SB |
| 6     | Kazuya Shiojiri   | JPN  | 8:32,51    |
| 7     | Yasunari Kusu     | JPN  | 8:34,24 SB |
| 8     | Hironori Tsuetaki | JPN  | 8:35,21 SB |
| 9     | Taisei Ogino      | JPN  | 8:42,21    |
| 10    | Seiya Shigeno     | JPN  | 8:43,16 SB |
|       | Jun Shinoto       | JPN  | DSQ        |

#### Hochsprung
| Platz | Athlet             | Land | Höhe (m) |
| ----- | ------------------ | ---- | -------- |
| 1     | Mutaz Essa Barshim | QAT  | 2,30 PB  |
| 1     | Naoto Tobe         | JPN  | 2,30 =SB |
| 3     | Takashi Etō        | JPN  | 2,30 =PB |
| 4     | Ryōichi Akamatsu   | JPN  | 2,27 PB  |
| 5     | Yuto Seko          | JPN  | 2,21     |
| 6     | Ryō Satō           | JPN  | 2,15     |
| 7     | Haruki Horii       | JPN  | 2,15     |
| 8     | Tomohiro Shinno    | JPN  | 2,15     |

#### Stabhochsprung
| Platz | Athlet          | Land | Höhe (m) |
| ----- | --------------- | ---- | -------- |
| 1     | Seito Yamamoto  | JPN  | 5,55 SB  |
| 2     | Kosei Takekawa  | JPN  | 5,45 =SB |
| 3     | Masaki Ejima    | JPN  | 5,45 SB  |
| 4     | Shingo Sawa     | JPN  | 5,35 =SB |
| 5     | Takuma Ishikawa | JPN  | 5,35 SB  |
| 6     | Kazuki Furusawa | JPN  | 5,15     |
| 7     | Koki Kuruma     | JPN  | 5,15     |
| 7     | Hiroki Sasase   | JPN  | 5,15     |

#### Weitsprung
| Platz | Athletin          | Land | Weite (m) |
| ----- | ----------------- | ---- | --------- |
| 1     | Yūki Hashioka     | JPN  | 8,07 SB   |
| 2     | Tenju Togawa      | JPN  | 7,82 SB   |
| 3     | Shōtarō Shiroyama | JPN  | 7,79 SB   |
| 4     | Daiki Oda         | JPN  | 7,74      |
| 5     | Hibiki Tsuha      | JPN  | 7,72 SB   |
| 6     | Henry Frayne      | AUS  | 7,70      |
| 7     | Natsuki Yamakawa  | JPN  | 7,29 SB   |
| 8     | Sapwaturrahman    | INA  | 7,22      |

#### Speerwurf
| Platz | Athlet            | Land | Weite (m) |
| ----- | ----------------- | ---- | --------- |
| 1     | Takuto Kominami   | JPN  | 80,98     |
| 2     | Kenji Ogura       | JPN  | 78,20     |
| 3     | Huang Shih-feng   | TPE  | 77,35     |
| 4     | Genki Dean        | JPN  | 76,66     |
| 5     | Gen Naganuma      | JPN  | 75,39     |
| 6     | Kohei Hasegawa    | JPN  | 71,27     |
| 7     | Kennosuke Sougawa | JPN  | 67,77     |
| 8     | Ryōhei Arai       | JPN  | NM        |

### Frauen

#### 1500 m
| Platz | Athlet          | Land | Zeit (min) |
| ----- | --------------- | ---- | ---------- |
| 1     | Nozomi Tanaka   | JPN  | 4:09,10 SB |
| 2     | Ran Urabe       | JPN  | 4:12,38    |
| 3     | Yume Goto       | JPN  | 4:13,44    |
| 4     | Saki Katagihara | JPN  | 4:13,82 PB |
| 5     | Margaret Akiror | KEN  | 4:14,35 PB |
| 6     | Cynthia Baire   | KEN  | 4:15,35    |
| 7     | Nanaka Yonezawa | JPN  | 4:17,96    |
| 8     | Maya Iino       | JPN  | 4:18,02 SB |
| 9     | Riku Kikuchi    | JPN  | 4:19,55 PB |
| 10    | Yuri Tazaki     | JPN  | 4:21,10    |
|       | Hellen Lobun    | KEN  | DNF        |

#### 5000 m
| Platz | Athlet           | Land | Zeit (min)  |
| ----- | ---------------- | ---- | ----------- |
| 1     | Teresia Gateri   | KEN  | 15:10,91    |
| 2     | Judy Jepngetich  | KEN  | 15:11,52    |
| 3     | Kaede Hagitani   | JPN  | 15:11,84 SB |
| 4     | Ririka Hironaka  | JPN  | 15:12,86    |
| 5     | Hitomi Niiya     | JPN  | 15:18,21    |
| 6     | Mikuni Yada      | JPN  | 15:34,76    |
| 7     | Momoka Kawaguchi | JPN  | 15:34,97 SB |
| 8     | Agnes Mwikali    | KEN  | 15:39,38    |
| 9     | Yuna Wada        | JPN  | 15:44,92    |
| 10    | Misaki Tanabe    | JPN  | 15:47,88 SB |
| 11    | Shiori Yano      | JPN  | 15:55,56 SB |
| 12    | Kasumi Nishihara | JPN  | 15:56,02    |
| 13    | Haruka Yamaguchi | JPN  | 15:58,25 SB |
| 14    | Shiho Kaneshige  | JPN  | 16:01,40 PB |
| 15    | Miyaka Sugata    | JPN  | 16:02,06 SB |
| 16    | Yūki Nakamura    | JPN  | 16:03,40 SB |
| 17    | Seira Fuwa       | JPN  | 16:09,12 SB |

#### 100 m Hürden
| Platz | Athlet         | Land | Zeit (s) |
| ----- | -------------- | ---- | -------- |
| 1     | Asuka Terada   | JPN  | 12,99    |
| 2     | Masumi Aoki    | JPN  | 13,06 SB |
| 3     | Ayako Kimura   | JPN  | 13,22 SB |
| 4     | Miho Suzuki    | JPN  | 13,52    |
| 5     | Mao Shimano    | JPN  | 13,57    |
| 6     | Yuri Okubo     | JPN  | 13,61    |
| 7     | Hitomi Shimura | JPN  | 13,63    |
| 8     | Maya Takeuchi  | JPN  | 13,66    |
| 9     | Hikari Tanaka  | JPN  | 13,82    |

Wind: −0,8 m/s

#### 3000 m Hindernis
| Platz | Athlet          | Land | Zeit (min)  |
| ----- | --------------- | ---- | ----------- |
| 1     | Joan Chepkemoi  | KEN  | 09:39,29    |
| 2     | Yuno Yamanaka   | JPN  | 09:46,72 PB |
| 3     | Reimi Yoshimura | JPN  | 09:52,43    |
| 4     | Yui Yabuta      | JPN  | 09:52,54 SB |
| 5     | Chikako Mori    | JPN  | 09:58,40 SB |
| 6     | Yukari Ishizawa | JPN  | 10:04,28 SB |
| 7     | Soyoka Segawa   | JPN  | 10:04,90 SB |
| 8     | Yumi Yoshikawa  | JPN  | 10:09,55 SB |
| 9     | Nana Sato       | JPN  | 10:15,30    |
| 10    | Kaede Oya       | JPN  | 10:18,40 PB |
| 11    | Yuki Akiyama    | JPN  | 15:21,72 SB |
| 12    | Yuzu Nishide    | JPN  | 10:36,76    |

#### Weitsprung
| Platz | Athletin        | Land | Weite (m) |
| ----- | --------------- | ---- | --------- |
| 1     | Sumire Hata     | JPN  | 6,48      |
| 2     | Hitomi Nakano   | JPN  | 6,29 SB   |
| 3     | Ayaka Kōra      | JPN  | 6,24      |
| 4     | Ami Kodama      | JPN  | 6,11      |
| 5     | Yu Minemura     | JPN  | 6,03      |
| 6     | Nagisa Yamamoto | JPN  | 5,94 SB   |
| 7     | Mami Nakata     | JPN  | 5,72 SB   |
| 8     | Nana Matsuda    | JPN  | 5,50      |

#### Speerwurf
| Platz | Athletin         | Land | Weite (m) |
| ----- | ---------------- | ---- | --------- |
| 1     | Momone Ueda      | JPN  | 58,93 PB  |
| 2     | Marina Saitō     | JPN  | 58,68 SB  |
| 3     | Yuka Satō        | JPN  | 57,94     |
| 4     | Mikako Yamashita | JPN  | 57,57 SB  |
| 5     | Sae Takemoto     | JPN  | 57,37     |
| 6     | Mahiro Osa       | JPN  | 56,12     |
| 7     | Mirann Naraoka   | JPN  | 52,59     |
| 8     | Kihou Kuze       | JPN  | 52,51     |